# North Boston (New York)
North Boston est une census-designated place du comté d'Érié, dans l'État de New York, aux États-Unis,. En 2020, elle compte une population de 2 529 habitants.